# Noisia
Noisia (Namnet skrivs oftast med versaler NOISIɅ, som är ordet VISION skrivet upp och ner och baklänges.) är ett drum and bass, dubstep, breakbeat och house-band från Nederländerna. Bildat 2002 av Nik Roos, Martijn van Sonderen och Thijs de Vlieger.

## Album
- Split The Atom - 2010
- Split The Atom: Special Edition - 2012
- Outer Edges 2016

## EP:s
- Collision EP - 2008 (feat. Phace, Black Sun Empire & The Upbeats)
- Split The Atom (Vision EP) - 2010
- Split The Atom (Division EP) - 2010
- Invinsible EP 001 - 2010 (feat. Phace, Subterra, Dekko, Icicle & Engage)
- Invinsible EP 002 - 2010 (feat. Joe Seven, Alix Perez & Stray)
- Invinsible EP 003 - 2011 (feat. Hybris)

## Singlar

### Citrus Recordings
- Massada/Lifeless - 2004
- Lockjaw/Absolom - 2005
- Homeworld/Outsource - 2006

### Division Recordings
- Yellow Brick/Raar - 2007
- Seven Stitches/Groundhog - 2008
- Mordez Moi/B.R.U.L. - 2009 (feat. Feed Me)
- Machine Gun - 2010
- Alpha Centauri - 2010

### Mau5trap Recordings
- Tommys Theme - 2011
- Could This Be - 2011
- Stigma (Neosignal Remix) - 2012

### Vision
- VSN001A The Tide/Concussion - 2005
- VSN002A Lost Cause/Choke - 2006 (feat. Teebee)
- VSN003A Bad Dreams/Omissions 2007
- VSN004A Exodus - 2007 (feat. Mayhem & KRS-One)
- VSN005A Collision EP - 2008
- VSN006A Alice Remix - 2008
- VSN007A Stigma/Crank - 2009
- VSN008A Split The Atom (Vision EP) - 2010
- VSN009A Brain Bucket/Falling Through - 2010 (feat. Optical, Ed Rush & Spor)
- VSN010A Friendly Intentions/Displaced - 2011
- VSN011A Program/Regurigate - 2011 (feat. Phace)